# محله هوایی پومپانو بیچ
 محله هوایی پومپانو بیچ (به انگلیسی: Pompano Beach Airpark) یک فرودگاه همگانی بهره‌برداری هوایی با کد یاتا PPM است که یک باند فرود آسفالت دارد و طول باند آن ۱۲۲۰ متر است. این فرودگاه در کشور ایالات متحده آمریکا قرار دارد و در ارتفاع ۶ متری از سطح دریا واقع شده است.